# Isole Cronk
Le isole Cronk (in inglese Cronk Islands) sono un piccolo gruppo di isole antartiche a nord-est dell'isola Hollin, nell'arcipelago Windmill.
Localizzate a una latitudine di 66° 19' sud e a una longitudine di 110°25' est le isole sono state mappate per la prima volta mediante ricognizione aerea durante l'operazione Highjump e l'operazione Windmill. Sono state intitolate dalla US-ACAN a Caspar Cronk, glaciologo facente parte del team della stazione Wilkes dell'anno 1958.